# 蛯名武五郎
蛯名 武五郎（えびな たけごろう、1918年4月23日 - 1970年8月5日）は、国営競馬、日本競馬会、日本中央競馬会に所属した騎手、調教師。騎手として八大競走9勝、2度の全国リーディングジョッキーなど、1930年代から1950年代の日本競馬を代表する騎手のひとりに数えられる。青森県上北郡七戸町出身。
同じく日本中央競馬会所属の騎手・調教師である蛯名正義は遠縁にあたる。

## 経歴・人物
1936年（昭和11年）、青森の地方競馬の騎手としてデビュー。まもなく公認競馬の調教師藤本冨良に見出され、藤本の厩舎の所属騎手として公認競馬へ移籍。同年の8月22日にフクモリで初騎乗を迎え、その4日後に同馬で初勝利を挙げた。戦前から名騎手として鳴らし、二歳下の保田隆芳と共に長く関東の二大騎手であった。
八大競走を初めて制したのは1948年のヒデヒカリに騎乗しての農林省賞典（現・皐月賞）で、この年には初の全国リーディングジョッキーも獲得している。数多くの名馬に騎乗したが、最もよく知られるのが顕彰馬となっているメイヂヒカリとのコンビで、1956年には同馬に騎乗して第1回中山グランプリ（現・有馬記念）に優勝した。その後年出現した五冠馬シンザンに対抗しての「シンザンが鉈の切れ味ならばメイヂヒカリは日本刀の切れ味」という言葉もよく知られている。
保田とともに史上初の1000勝に最も近い騎手と言われていたが、40歳を過ぎた頃から減量に苦しむようになり騎乗数が減少。1960年に親しかった目時重男、近藤武夫が相次いで落馬事故により死亡したことも重なり、結局1961年に43歳で騎手を引退し、調教師に転身した。通算864勝、東京優駿（日本ダービー）2勝、皐月賞3勝はいずれも引退当時の最多記録である。
調教師としては活動期間が短かったこともあり、アラブ重賞の優勝馬を1頭管理するにとどまっている。1970年に病気のため52歳で死去した。

## 騎手成績
| 通算成績 | 1着 | 2着 | 3着 | 4着以下 | 出走回数 | 勝率 | 連対率 |
| -------- | --- | --- | --- | ------- | -------- | ---- | ------ |
| 計       | 864 | 717 | 587 | 1,739   | 3907     | .221 | .405   |

- 全国リーディングジョッキー2回（1948年・34勝、1954年・70勝）
- 重賞競走31勝（うちGI級競走12勝）

### 主な勝ち鞍
- 皐月賞3勝（1948年ヒデヒカリ、1953年ボストニアン、1956年ヘキラク）
- 東京優駿2勝（1953年ボストニアン、1957年ヒカルメイジ）
- 菊花賞（1955年メイヂヒカリ）
- 桜花賞（1959年キヨタケ）
- 天皇賞・春（1956年メイヂヒカリ）
- 中山グランプリ（1956年メイヂヒカリ）
- 朝日杯3歳ステークス3勝（1954年メイヂヒカリ、1957年カツラシユウホウ、1959年マツカゼオー）